# Mavis Laing
Mavis Laing (* 5. Dezember 1953) ist eine ehemalige US-amerikanische Sprinterin, die sich auf den 400-Meter-Lauf spezialisiert hatte.
1971 siegte sie bei den Panamerikanischen Spielen in Cali in der 4-mal-400-Meter-Staffel.
1970 wurde sie US-Meisterin über 440 Yards.

## Persönliche Bestzeiten
- 200 m: 23,2 s, 15. Juli 1970, Stuttgart
- 440 Yards: 52,9 s, 4. Juli 1970, Los Angeles (entspricht 52,6 s über 400 m)